# Петухов, Виктор Алексеевич
Виктор Алексеевич Петухов (13 октября 1925 — 27 декабря 2018) — передовик советского железнодорожного транспорта, мастер локомотивного депо Ишим Омской железной дороги, Тюменская область, Герой Социалистического Труда (1959).

## Биография
Родился 13 октября 1925 года в городе Ишим Ишимского округа Уральской области, в семье рабочего-железнодорожника. Рано умер отец, мать воспитывала нескольких детей одна. Позже она второй раз вышла замуж, но уже в самом начале Великой Отечественной войны отчим ушел на фронт и погиб. Завершил обучение в школе-семилетки в 1940 году. Отправился учиться в железнодорожное училище № 2 на станции Ишим.
Призван в Красную Армию 22 января 1943 года. Прошёл обучение в школе специалистов гвардейских минометных частей на станции Иланская Красноярского края, затем в Ленинск-Кузнецком пулеметном училище. Участник Великой Отечественной войны с сентября 1943 года. Весь боевой путь прошел в составе 909-го артиллерийского полка 336-й стрелковой дивизии. Участник битвы за Днепр. При штурме города-крепости Тарнополь (Тернополь) в апреле 1944 года проявил доблесть и героизм, награждён медалью "За отвагу". Во время Висло-Одерской наступательной операции проявил отвагу и был представлен к награде орденом Славы III степени.
После войны вернулся на родину и сразу же поступил работать в Ишимский механический завод наркомата путей и сообщения СССР. Работал слесарем, приёмщиком готовой продукции. В 1950-х годах завершил обучение в вечерней школе. С 1950 года стал трудиться в паровозном (локомотивном) депо на станции Ишим. Работал поездным вагонным мастером, слесарем, с 1957 года назначен бригадиром комплексной бригады слесарей – ремонтников. Стал мастером своего дела и высоким профессионалом в отрасли. Его бригада неоднократно побеждала в социалистических соревнованиях. 
Указом Президиума Верховного Совета СССР от 1 августа 1959 года за выдающиеся успехи, достигнутые в деле развития железнодорожного транспорта Виктору Алексеевичу Петухову присвоено звание Героя Социалистического Труда с вручением ордена Ленина и золотой медали «Серп и Молот».
С 1964 года работал освобождённым секретарём партийной организации локомотивного депо. с 1970 по 1986 годы работал председателем городского комитета народного контроля. В 1986 году вышел на заслуженный отдых. 
Член КПСС с 1945 года. Избирался депутатом Ишимского городского Совета депутатов. Активно участвовал в общественной жизни города Ишим. С 1987 по 2012 годы являлся председателем Ишимской городской общественной организации ветеранов (пенсионеров) войны, труда, Вооруженных Сил и правоохранительных органов. 
Проживал в городе Ишиме Тюменской области. Умер 27 декабря 2018 года.

## Награды
За трудовые успехи удостоен:
- золотая звезда «Серп и Молот» (01.08.1959)
- орден Ленина (01.08.1959)
- Орден Отечественной войны 1 степени (11.03.1985)
- Орден Славы 3 степени (10.02.1945)
- медаль За отвагу (19.04.1944)
- другие медали.
- знаком Почетный железнодорожник,
- «Отличник социалистического соревнования жд транспорта».

- Почётный гражданин Тюменской области (2016).
- Почётный гражданин города Ишим (1981).
- Почётный гражданин посёлка городского типа Иванков Киевской области.